# "Yes"rhyme-dentity
『"Yes"rhyme-dentity』（イエス ライム デンティティー）は、2008年のLITTLEのアルバム。発売元はBMG JAPAN。

## 概要
アルバムのリリースは2005年の『LIFE』以来約3年ぶりとなり、2007年3月のBMG JAPANへの移籍後初のアルバムリリース。初回生産限定盤はDVD付。ジャケット写真はルービックキューブをモチーフしている。
フィーチャリングゲストとして参加しているのは、同じくFUNKY GRAMMAR UNIT所属のMUMMY-D（RHYMESTER）とCUEZERO（BY PHAR THE DOPEST）、ZINGI時代からの盟友である童子-T、同じくSHORTY（ショーティ）のメンバーであるMICRO（HOME MADE家族）とSMALLEST（トリカブト）、LITTLEのアルバム初参加となるBIG RON、SHOGO（175R）、Metis、COMA-CHIの総勢9名が参加している。
トラック及びサウンドプロデューサーとして参加しているのは、同じくFUNKY GRAMMAR UNIT所属のMr.DrunkとDJ FUMIYA、BMG JAPAN移籍後の2枚のシングルでもプロデュースを担当したNAOKI-TとTAICHI MASTER、他にもNao'ymt、熊井吾郎（くレーベル）、Mitsu The Beats、BUZZER BEATSら総勢8名が参加している。
2008年はLITTLEのソロデビュー10周年で、発売日の5月7日はLITTLE自身にとって32歳の誕生日でもあり、当日はお祝いスペシャルライブとしてMyspace presents LITTLE 10th Anniversary Year!! Release & Birthday Live「YES!!」が恵比寿LIQUIDROOMで開催され、当アルバムにフィーチャリングゲストとして参加した上記の9人もライブに駆けつけた。また、アンコールではサプライズでKICK THE CAN CREWのメンバーであるKREVAとMCUの2人が特大の花束を持って登場し、2007年3月31日に日本武道館で行なわれたKing of Stage vol.7以来、約1年ぶりにKICK THE CAN CREWの3人がステージで揃った。なおDJ SHUHOも当日参加している。
当アルバムを発売後にLITTLE CONCERT TOUR 2008 『“YES”～Rhyme-dentity 』を福岡（Be-1）、名古屋（CLUB QUATTRO）、大阪（CLUB QUATTRO）、東京（赤坂BLITZ）の4箇所で開催することが発表された。

## 収録曲

### Disc1
1. KARMA feat. BIG RON
Words: LITTLE／BIG RON
Music: LITTLE／Nao'ymt
Produced by Nao'ymt
テレビ神奈川『saku saku』 2008年5月度エンディングテーマ
2. Gradation feat. MICRO, SMALLEST, SHOGO
Words: Gamnle Kenneth／Huff Leon A／LITTLE／MICRO／SMALLEST／SHOGO
Music: Gamnle Kenneth／Huff Leon A／LITTLE／MICRO／SMALLEST／SHOGO／Mr.Drunk
Track Produced by Mr.Drunk
3. Sing Sing Sing
Words & Music: ルイ・プリマ／LITTLE
Track Produced by 熊井吾郎
4. Stand by me
Words: LITTLE
Music: LITTLE／DJ FUMIYA
Produced by Nao'ymt
5. Very Special
Words: LITTLE／BIG RON
Music: LITTLE／Nao'ymt
Produced by Nao'ymt
6. FREE STYLE男女 feat. COMA-CHI
Words: LITTLE／COMA-CHI
Music: LITTLE／Mitsu The Beats
Produced by Nao'ymt
7. 恋のクロスフェーダー
Words & Music: LITTLE
Track Produced by Mr.Drunk
8. 彼方
Words & Music: LITTLE
Produced by NAOKI-T
9. 楽 feat. Metis
Words & Music: LITTLE／Metis
Track Produced by TAICHI MASTER
10. ワンマンショウ（album ver.）
Words & Music: LITTLE
Produced by NAOKI-T
11. 夢のせい
Words & Music: LITTLE
Produced by NAOKI-T
12. 足跡の中を旅してる feat. CUEZERO, 童子-T, Mummy-D
Words & Music: LITTLE／CUEZERO／童子-T／Mummy-D
Track Produced by BUZZER BEATS
13. Yes!! ～a raison D'tre～
Words & Music: Joyce Roger／Randazzo Teddy／Pike Victoria／LITTLE
Track Produced by BUZZER BEATS

### Disc2（初回限定DVD）
1. ワンマンショウ
2. 夢のせい
3. Gradation feat. MICRO, SMALLEST, SHOGO

※上記3曲はすべてビデオクリップ。